# Electric (album, Richard Thompson)
Electric je čtrnácté sólové studiové album britského zpěváka a kytaristy Richarda Thompsona, vydané v únoru roku 2013 u vydavatelství Proper Records (Evropa) a New West Records (Severní Amerika). Jeho nahrávání probíhalo v květnu 2012 v soukromém studiu hudebníka Buddyho Millera, který album rovněž produkoval. Vedle Thompsona se na albu podíleli členové jeho tria: baskytarista Taras Prodaniuk a bubeník Michael Jerome. Na albu se podílela také zpěvačka Alison Krauss, ovšem její hlas byl do písně „The Snow Goose“ Millerem až později. Album se umístilo na šestnácté příčce britské hitparády UK Albums Chart; v americké Billboard 200 se umístilo na 75. místě. Album rovněž vyšlo ve speciální verzi, kam byly doplněny čtyři dříve nevydané písně a tři písně, které již vyšly na předchozích Thompsonových albech.

## Seznam skladeb
| Pořadí | Název                             | Délka |
| ------ | --------------------------------- | ----- |
| 1.     | Stony Ground                      | 4:42  |
| 2.     | Salford Sunday                    | 4:08  |
| 3.     | Sally B                           | 4:04  |
| 4.     | Stuck on the Treadmill            | 4:20  |
| 5.     | My Enemy                          | 5:37  |
| 6.     | Good Things Happen to Bad People  | 5:21  |
| 7.     | Where's Home                      | 3:30  |
| 8.     | Another Small Thing in Her Favour | 5:06  |
| 9.     | Straight and Narrow               | 4:13  |
| 10.    | The Snow Goose                    | 5:06  |
| 11.    | Saving The Good Stuff for You     | 3:54  |

| Deluxe edice | Deluxe edice                                                  | Deluxe edice |
| Pořadí       | Název                                                         | Délka        |
| ------------ | ------------------------------------------------------------- | ------------ |
| 12.          | Will You Dance, Charlie Boy                                   | 5:01         |
| 13.          | I Found a Stray                                               | 5:04         |
| 14.          | The Rival                                                     | 3:45         |
| 15.          | The Tic-Tac Man                                               | 3:47         |
| 16.          | Auldie Riggs (z alba Cabaret of Souls)                        | 3:21         |
| 17.          | Auldie Riggs Dance (z alba Cabaret of Souls)                  | 1:21         |
| 18.          | So Ben Mi Ch'a Bon Tempo (z alba 1000 Years of Popular Music) | 2:51         |

## Obsazení
- Richard Thompson – zpěv, kytara, mandolína, niněra, akordeon, varhany
- Michael Jerome – bicí, perkuse, doprovodné vokály
- Taras Prodaniuk – baskytara, mandocello, doprovodné vokály
- Buddy Miller – kytara
- Siobhan Maher Kennedy – doprovodné vokály
- Stuart Duncan – housle
- Alison Krauss – doprovodné vokály
- Dennis Crouch – baskytara